# Isatis undulata
Isatis undulata är en korsblommig växtart som beskrevs av Pierre Martin Remi Aucher-Eloy och Pierre Edmond Boissier. Isatis undulata ingår i släktet vejdar, och familjen korsblommiga växter. Inga underarter finns listade i Catalogue of Life.